# خاطره (فیلم ۲۰۱۷)
خاطره (انگلیسی: Rememory) یک فیلم علمی–تخیلی و درام به کارگردانی مارک پلانسکی است. این فیلم نخستین بار در جشنواره فیلم ساندنس در ۲۵ ژانویه ۲۰۱۷ به نمایش درآمد و در ۲۴ اوت ۲۰۱۷ در گوگل پلی منتشر شد. از بازیگران آن می‌توان به پیتر دینکلیج و جولیا اورموند اشاره کرد.

## بازیگران
- پیتر دینکلیج
- جولیا اورموند
- آنتون یلچین
- هنری ایان کوسیک
- کولین لرنس
- مارتین دونوان
- اولین بروشو